# Türkheim
Türkheim är en köping (Markt) i Landkreis Unterallgäu i Regierungsbezirk Schwaben i förbundslandet Bayern i Tyskland.
Köpingen ingår i kommunalförbundet Türkheim tillsammans med kommunerna Amberg, Rammingen och Wiedergeltingen.